# Muscle petit glutéal
Pour un article plus général, voir muscle glutéal.
 (novembre 2022).
Le muscle petit glutéal (anciennement muscle petit fessier) est un muscle pair du membre inférieur. Il fait partie des muscles fessiers superficiels avec les muscles moyen glutéal, grand glutéal et tenseur du fascia lata. Il est recouvert en partie par le muscle moyen glutéal.

## Description
Le muscle petit glutéal est un muscle triangulaire de la partie profonde de la région fessière. Il relie l'os coxal au fémur.

## Origine
Le muscle petit glutéal se fixe sur la fosse iliaque externe en avant de la ligne glutéale antérieure et sur le fascia glutéal.

## Trajet
Le muscle petit glutéal a une forme pyramidale à base supérieure. Ses fibres convergent vers le bas, en dehors et en arrière. Elles adhérent à la capsule de l'articulation coxale.
Il franchit le bord ventral du grand trochanter par l'intermédiaire de la bourse trochantérique du muscle petit glutéal.

## Terminaison
Le muscle petit glutéal se termine sur le bord antérieur du grand trochanter.

## Innervation
Le muscle petit glutéal est innervé par le nerf glutéal supérieur.

## Vascularisation
Le muscle petit glutéal est vascularisé par l'artère glutéale supérieure.

## Actions
Le muscle petit glutéal est:
- Abducteur de la cuisse sur le bassin (en synergie avec le moyen fessier).
- Rotateur médial.
- Fléchisseur de la cuisse sur le bassin
- Fléchisseur du bassin sur la cuisse (antéversion).
- Stabilisateur frontal du bassin.

Il est antagoniste des muscle piriforme, jumeaux inférieur et supérieur, obturateur interne et obturateur externe et du muscle carré fémoral.

## Galerie

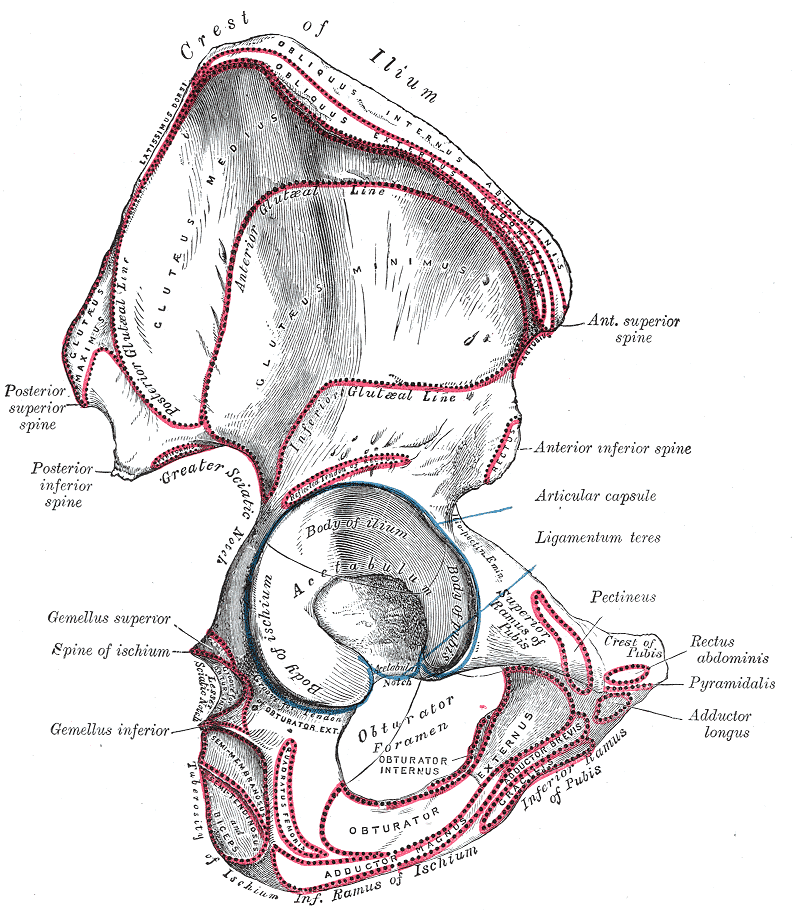
Hanche droite. Vue externe.
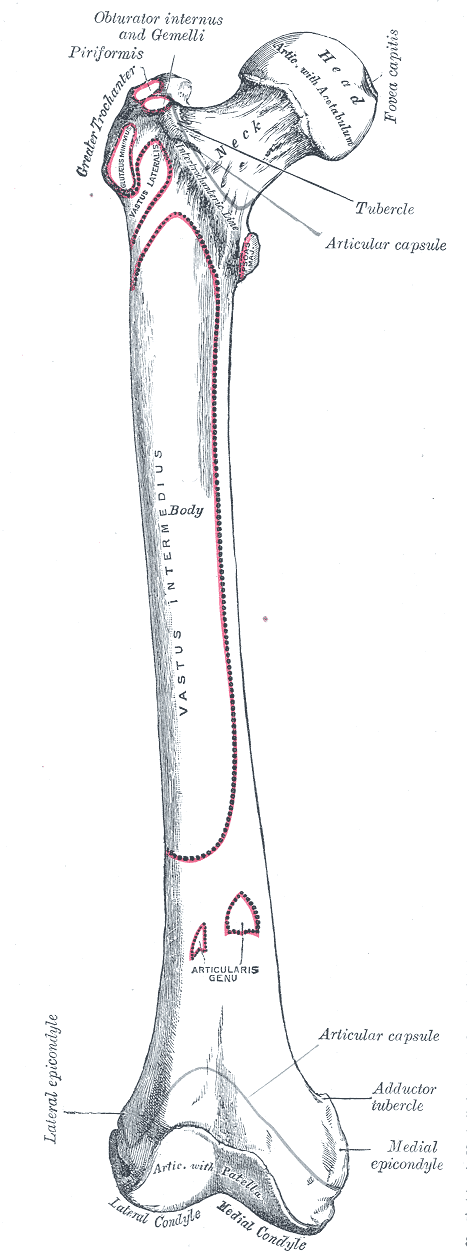
Fémur droit. Vue antérieure.
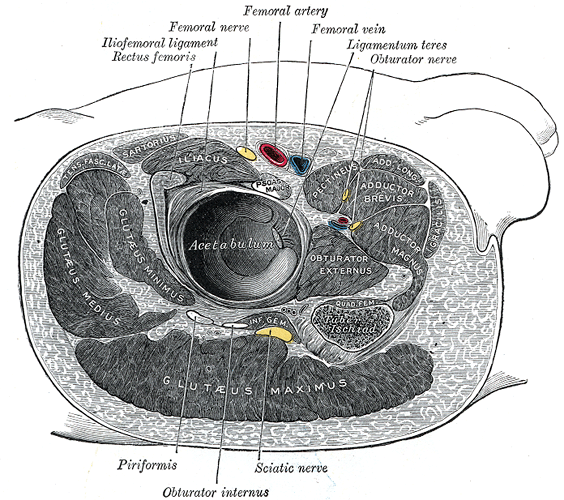
Structures entourant l'articulation coxofémorale. Sujet couché
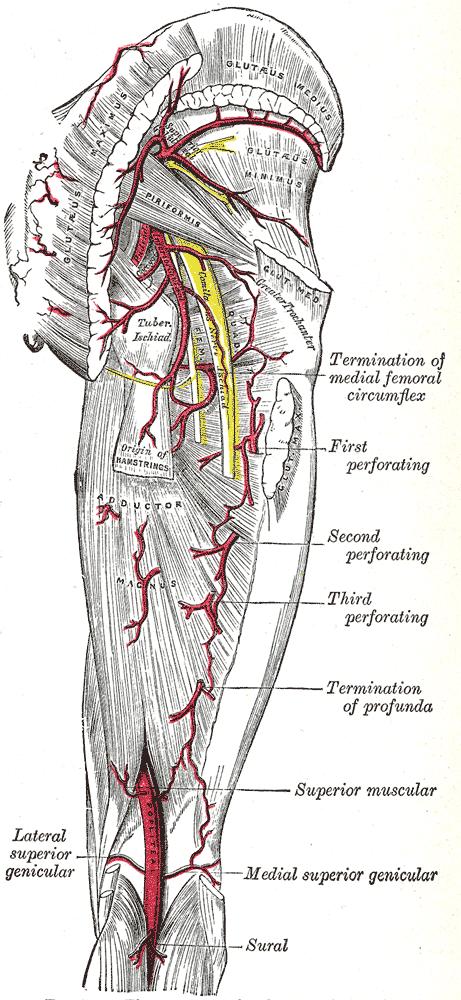
Les artères de la cuisse.
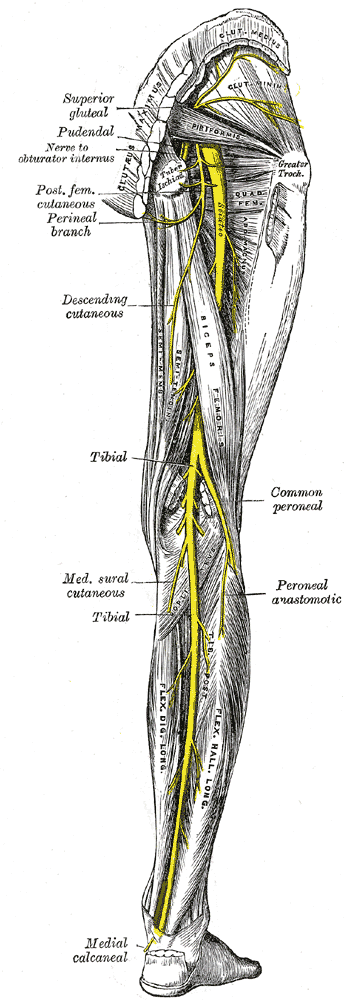
Les nerfs du membre inférieur. Vue postérieure.
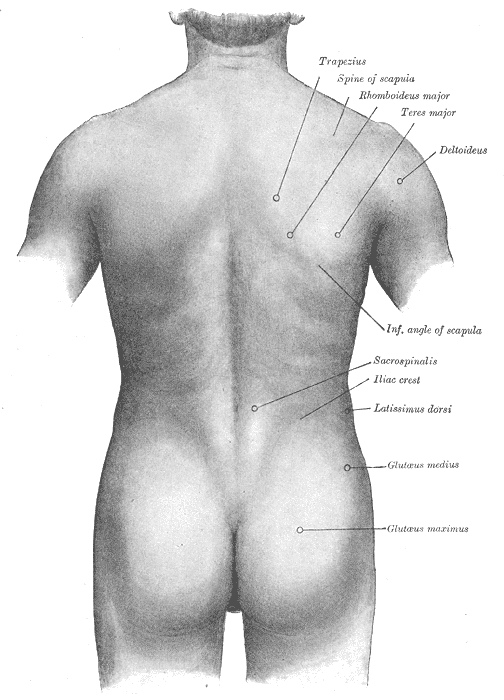
Vue anatomique du dos.